# Iolaenses
Els iolaenses o també iolais (en llatí iolaenses o iolais, en grec antic Ἰόλαοι Ἰολάειοι o Ἰολαεῖς) eren un poble antic de Sardenya que semblen haver estat una de les nacions natives de l'illa.
Estrabó diu que era un poble que al seu temps eren anomenats diafebris o diafesbis (Διαφηβρεῖς o Διαφησβεῖς), noms per altra banda desconeguts, i eren d'origen tirrè. La tradició, sense cap fonament, els presentava com d'origen grec i no etrusc, i deia que veien d'Àtica i de Tèspies, i s'havien establert a l'illa sota la direcció de Iolau, nebot d'Hèracles.
De vegades se'ls identifica amb els iliens (ilienses) però Pausànias, l'únic autor que parla dels dos pobles, els diferencia un de l'altre. Pausànias situa als iolaenses a la regió d'Òlbia, al nord-est de l'illa, però Diodor de Sicília els presenta ocupant la plana fèrtil, quan el districte d'Òlbia és muntanyós i poc fèrtil.